# Eventin (Schiff)
Die Eventin ist ein Suezmax-Rohöltanker, der bis zur Beschlagnahmung durch die Bundesrepublik Deutschland im März 2025 unter der Flagge Panamas fuhr. Durch Ausfall der Bordelektrik trieb das Schiff im Januar 2025 auf der Fahrt von Ust-Luga zum Suezkanal manövrierunfähig vor Rügen in der Ostsee. Es galt vor der Konfiszierung als Teil der russischen Schattenflotte.

## Technische Daten und Ausstattung
Die Eventin ist ein Doppelhüllentanker, der 274,4 m lang und 48 m breit ist. Ihre Transportkapazität beträgt etwa 175.000 m³. Das Schiff wird von einem Sechszylinder-Zweitakt-Dieselmotor des Typs 6S70ME-C von MAN mit 17.640 kW Leistung angetrieben, der auf einen Verstellpropeller wirkt. Das Schiff erreicht eine Geschwindigkeit von rund 16 kn.

## Eigner
Der Tanker wurde 2006 für die norwegische Reederei Viken Shipping gebaut und als Storviken in Dienst gestellt, ihr Schwesterschiff ist die 2004 gebaute Erviken (IMO 9274812). 2022 wurde das Schiff für 23,5 Mio. US-Dollar nach Griechenland verkauft. Registrierter Schiffseigner wurde das Unternehmen Vaigai Lines. Mit dem Schiffsnamen Charvi wurde das Schiff zwischen 2022 und 2024 von der Reederei Fractal Marine DMCC betrieben, diese kam auf die britische Sanktionsliste und verkaufte den Tanker. Zum Schiffsnamen Eventin ist seit Mai 2024 die Reederei Laliya Shipping Corp с/о Vaigai Lines Inc. in den Vereinigten Arabischen Emiraten als letzter bekannter Schiffseigner registriert.
Die Umweltschutzorganisation Greenpeace führt die Eventin auf einer Liste von 192 Tankern (Stand: Oktober 2024), die sie der so genannten russischen Schattenflotte zurechnet, die genutzt wird, um die Sanktionen gegen Ölexporte Russlands zu umgehen. Nach Informationen von Greenpeace sind diese Schiffe veraltet, in schlechtem Zustand und bedrohen die Ostseeküste. Greenpeace warnt bereits seit September 2024 vor einer durch die Schattenflotte verursachten möglichen Ölpest in der Ostsee.

## Vorfall bei Rügen
In der Nacht zum 10. Januar 2025 kam es an Bord zu einem Totalausfall der Stromversorgung (Blackout). Der Tanker auf der Fahrt von Ust-Luga in Russland zum Suezkanal trieb daraufhin manövrierunfähig in der Ostsee nördlich von Rügen in deutschen Hoheitsgewässern (⊙). Er hatte etwa 100.000 Tonnen Öl an Bord. Der Notschlepper VB Bremen Fighter konnte am selben Tag gegen 15 Uhr eine Schleppverbindung zum Tanker herstellen und so ein weiteres unkontrolliertes Vertreiben des Schiffes verhindern. Die Reederei des Schiffes forderte weitere Schlepper an, um das Schiff zu sichern. Das Havariekommando entsandte das Mehrzweckschiff Arkona und den Hochseeschlepper Baltic zum Havaristen, um im Notfall eingreifen zu können. Auch war zeitweise das Einsatzschiff Bamberg der Bundespolizei vor Ort. Der Tanker wurde vor den Stadthafen von Sassnitz auf Rügen geschleppt. Das Havariekommando beendete seinen Einsatz dort am Sonntagabend und übergab die Zuständigkeit an das Wasserstraßen- und Schifffahrtsamt Ostsee; kommerzielle Schlepper hielten den Öltanker vor Ort. Der Tanker sollte am 13. Januar 2025 nach Skagen in Dänemark geschleppt werden, jedoch untersagte der deutsche Zoll am 14. Januar die Weiterfahrt vorläufig, da das Schiff sich mit Rohöl mutmaßlich russischem Ursprungs, das von EU-Sanktionen betroffen ist, in EU-Gebiet befindet. Obwohl die Hauptmaschine des Schiffes seit dem Abend des 13. Januar wieder läuft, die Stromversorgung funktioniert und es sich ohne Schlepperhilfe auf Position halten kann, untersagte die Dienststelle Schiffssicherheit der Berufsgenossenschaft Verkehr die Weiterfahrt, bis die Seetüchtigkeit des Tankers nachgewiesen ist. Dazu wurde ein Sachverständiger an Bord gebracht; auch der Flaggenstaat Panama ordnete eine technische Überprüfung an und ließ einen Sachverständigen an Bord bringen.
Wie am 24. Februar 2025 bekannt wurde, steht das Schiff auf der 16. Sanktionsliste des Rates der EU. Demnach könne der Tanker nach einer Einschätzung seine Ladung von 99.000 Tonnen Rohöl in Port Said löschen, unterliegt dann aber den EU-Sanktionen. Das aufgrund vermuteter Seeuntüchtigkeit ausgesprochene Weiterfahrverbot wurde infolge eines positiven Prüfungsergebnisses aufgehoben, jedoch wurde der Eventin wegen laufender zollrechtlicher Maßnahmen untersagt, den Liegeplatz vor Rügen zu verlassen. Medienberichte vom 21. März 2025, wonach das Schiff mitsamt der Ladung eine Woche zuvor durch den deutschen Zoll beschlagnahmt worden sei, wurden vom Bundesfinanzministerium am 28. März explizit bestätigt. Die Besatzung wurde ausgetauscht.